# Nsibidi

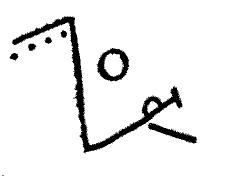
Znak nsibidi pro „nsibidi“

Nsibidi (též nsibiri, nchibiddi nebo nchibiddy) je systém symbolů, který se vyvinul v dnešní jihovýchodní Nigérii. Pravděpodobně jde o soubor piktogramů, nikoli skutečné písmo, ačkoli podle některých teorií se jedná o logogramy nebo sylabogramy.
| Typ            | ideografické                   |
| Mluvené jazyky | igboština, ibibio, ekoid, efik |
| Časové období  | 400 - dodnes                   |
| Potomci        | veve, anaforuana               |
| Původ          | jižní Nigérie                  |

Nsibidi obsahuje několik stovek známých znaků, z nichž asi u poloviny neznáme význam. Označují konkrétní i abstraktní věci. Mnoho znaků se týká lásky. Naopak je známo málo znaků, spojených s náboženskou a válečnou tematikou.
Datum vzniku nsibidi není znám. Odhaduje se, že nejstarší nápisy na hliněných přtedmětech v tomto písmu pocházejí z 5. století našeho letopočtu. Podle některých odhadů se nsibidi používalo už před naším letopočtem. Nsibidi bylo zaznamenáno na zdech, bronzu a dalších kovech, mečích a tetováních. Používala ho hlavně společnost Ekpe (známá také jako Ngbe a Egbo), záhadná společnost v Cross Rover State. Tvoří ji národy Ekoi, Efik a Igbové.
V předkoloniální éře se nsibidi dělilo na duchovní a světskou verzi. Světská verze byla více dekorativní a směly ji používat i ženy. Kolonialismus a příchod západního stylu života výrazně snížil počet znalců a uživatelů písma nsibidi. Z nsibidi se vyvinula anaforuana na Kubě, kde ji používala africká diaspora.
Přestože většina dnešních domorodých jazyků Nigérie používá latinku nebo arabské písmo (pokud vůbec nějaké), nsibidi má dodnes pro společnost Ekpe symbolický význam. Používá se zejména pro rituální účely. Ekpe připisuje písmu leopardí kult.
Nsibidi poprvé popsal britský koloniální komisař T. D. Maxwell v roce 1904. Jako první se o jeho rozluštění pokusil J. K. MacGregor.